# Gravity (bài hát của Sara Bareilles)
"Gravity" là bài hát của nữ ca sĩ kiêm sáng tác nhạc người Mỹ Sara Bareilles được phát hành dưới dạng đĩa đơn thứ ba trích từ album phòng thu Little Voice (2007). Bài hát do chính Bareilles sáng tác, với phần sản xuất do Eric Rosse đảm nhiệm. Video âm nhạc được phát hành vào ngày 3 tháng 2 năm 2009. Bài hát này trước đó được xuất hiện trong album độc lập đầu tay Careful Confessions vào năm 2004 của cô.

## Đánh giá chuyên môn
Chris Klimek của tờ The Washington Post gọi bài hát này thật sự "ma mị" và khẳng định rằng "Gravity là một minh chứng rõ ràng cho việc những bài hát của Bareilles có thể đã hướng đến một cương vị ngôi sao mà cô đang theo đuổi". Shirley Brinkley viết trên tờ The Virginian-Pilot rằng đây chính là bài hát yêu thích của cô và cho rằng "Nó nói lên những điểm nghịch và sự phức tạp trong các mối quan hệ tình cảm". Michael Menachem từ Tạp chí Billboard cho rằng "bản ballad nội lực này chính khoảnh khắc tuyệt vời nhất của Bareilles." The Hollywood Reporter đề cập đến bài hát này trong bài đánh giá một trong các đêm diễn của cô, khi khẳng định rằng đó là "màn trình diễn can đảm và mạnh mẽ nhất trong đêm đó" khi "cô vẻ vang thể hiện Gravity, một bài hát yêu thích của người hâm mộ". Mark Savage của BBC News gọi đây là một bản "ballad đầy nước mắt" và khẳng định chính là con át chủ bài của cô.

## Video âm nhạc
Một video âm nhạc được phát hành dưới dạng một dự án quảng bá cho đĩa đơn "Gravity". Trong đoạn video, cô đứng một mình và sau cùng đi đến giữa con đường, nơi mọi người đang đi bộ sau lưng cô và cầm theo nhiều ánh đèn, một quả địa cầu lớn và nhiều bản mẫu cho những hành tinh khác, nhằm đại diện cho những hiệu ứng của trọng lực.

## Các phiên bản thể hiện lại
- Nữ ca sĩ người Anh Louise Dearman thể hiện lại bài hát này trong album Here Comes The Sun của cô.
- Bài hát còn được Jeremy Rosado trình diễn trong vòng bán kết của Thần tượng âm nhạc Mỹ mùa thứ 11.[8]
- Kelly Clarkson trình diễn lại bài hát này tại Durham, North Carolina trong khuôn khổ của chuyến lưu diễn Stronger World Tour, nơi cô đề cao phần ca từ và giọng hát của Bareilles. Bareilles phản hồi lại khi tweet: "Holy pipes, Batman! Kelly Clarkson sang Gravity. Whoah. Gurrrl. Can. Sang. So Cool!" [9]
- Mary Joyner trình diễn bài hát này ở vòng thi thử của chương trình America's Got Talent mùa thứ 7.
- Brittany Cairns trình bày bài hát này trong lần thi thử cho chương trình The Voice Úc mùa đầu tiên.
- Cặp đôi Alex & Sierra trình bày "Gravity" trong mùa thứ ba của cuộc thi The X Factor Mỹ vào ngày 11 tháng 12 năm 2013, tại vòng bán kết.

## Các bảng xếp hạng
| Các bảng xếp hạng (2012)                 | Thứ hạng cao nhất |
| ---------------------------------------- | ----------------- |
| South Korea International Singles (Gaon) | 44                |

| Các bảng xếp hạng (2013)        | Thứ hạng cao nhất |
| ------------------------------- | ----------------- |
| New Zealand (Recorded Music NZ) | 25                |